# 張淳 (成化進士)
張淳（1454年—1519年），字宗厚，直隸廬州府合肥縣人，民籍，明朝政治人物。同進士出身。

## 生平
成化二十二年（1486年）丙午科應天府鄉試第四十名舉人。成化二十三年（1487年）中式丁未科會試第一百十八名，三甲第三十四名進士。授浏阳县知县，七年十二月實授山西道监察御史，十二年巡按贵州，因普安州夷乱，十七年被追责，与都御史钱钺、副使周凤等人同被逮捕问罪。弘治末任吉安府知府，正德元年（1506年）四月升四川按察司副使、整饬松潘兵备，四年四月升南京太仆寺少卿，七年二月升應天府府尹，十二月升都察院右副都御史、抚治郧阳，八年十一月改任巡抚保定兼提督紫荆等关，十年十二月以被弹劾乞致仕，令驰驿归乡。十四年十月去世。

## 家族
曾祖張真童，贈監察御史；祖父張敔，按察司僉事；父張鎰，國子生。母何氏。永感下。兄张清、张浩、张深。弟张济。